# Aglaia elaeagnoidea
Aglaia elaeagnoidea är en tvåhjärtbladig växtart som först beskrevs av Adrien Henri Laurent de Jussieu, och fick sitt nu gällande namn av George Bentham. Aglaia elaeagnoidea ingår i släktet Aglaia och familjen Meliaceae.

## Underarter
Arten delas in i följande underarter:
- A. e. beddomei
- A. e. bourdillonii
- A. e. courtallensis